# تراشیما مونه‌نوری
تراشیما مونه‌نوری (به ژاپنی: 寺島 宗則 Terashima Munenori); ۲۱ ژوئن ۱۸۳۲ – ۲۱ ژوئن ۱۸۹۳) نام قبلی ماتسوکی کوآن (به ژاپنی: 松木弘安 まつき こうあん)، سیاستمدار، دیپلمات اهل ژاپن و از اهالی قلمرو ساتسوما بود.